# 46596 Tobata
46596 Tobata este un asteroid din centura principală de asteroizi.

## Descriere
46596 Tobata este un asteroid din centura principală de asteroizi. A fost descoperit pe 16 ianuarie 1993 la Geisei de Tsutomu Seki. Asteroidul prezintă o orbită caracterizată de o semiaxă mare de 2,33 ua, o excentricitate de 0,14 și o înclinație de 6,9° în raport cu ecliptica.